# Maria José Costeira
Maria José Costeira (* 1967 in Porto) ist eine portugiesische Juristin. Sie ist Richterin am Gericht der Europäischen Union.

## Leben und Wirken
Costeira studierte Rechtswissenschaften an der Universität Coimbra, wo sie 1991 ihren Abschluss machte. Anschließend war sie Rechtsanwaltsanwärterin in Coimbra und absolvierte ab 1992 an der portugiesischen nationalen Richterschule den Vorbereitungsdienst zur Richterschaft. 1995 schließlich zur Richterin ernannt, war sie zunächst von 1995 bis 1997 beim Amtsgericht Cascais, beim Amtsgericht Ferreira do Zêzere und beim Strafgericht von Lissabon eingesetzt. 1999 wechselte sie an das Handelsgericht von Lissabon, wo sie bis 2016 blieb. In dieser Zeit absolvierte 2001 ein Postgraduiertenstudium des Rechts des geistigen Eigentums an der Universität Lissabon. Seit 2003 ist Costeira zudem als Gastprofessorin tätig und unterrichtet das Recht des geistigen Eigentums, Wettbewerbsrecht und Handelsrecht an den Universitäten Lissabon und Coimbra, der Universidade Nova de Lisboa, der Katholischen Universität Portugal, der Universität Minho und der portugiesischen Richterschule. 2016 war sie für kurze Zeit Richterin am Berufungsgericht Coimbra.
Am 19. September 2016 wurde Costeira zur Richterin am Gericht der Europäischen Union ernannt. Am 30. September 2019 wurde sie von ihren Richterkollegen zur Präsidentin der Sechsten Kammer gewählt.